# Yūji Hoshi
Yūji Hoshi (長谷川 元希?, Hoshi Yūji; Kanagawa, 27 luglio 1992) è un calciatore giapponese, centrocampista dell'Albirex Niigata.